# 이수창업투자
주식회사 이수창업투자는 전문적인 펀드 운용과 차별화된 투자 전략으로 신기술 분야와 문화콘텐츠 분야에 적극 투자해서 각 산업 발전에 기여를 통해 중소·벤처기업의 성공을 지원하는 프리미엄 투자 파트너로 성장하고 있다.
이수창업투자는 문화콘텐츠, 농식품, 스포츠 등 신기술을 접목한 기업들에 VC조합, PEF 등 다양한 형태로 투자하여 안정성, 수익성, 차별성을 추구하고 있다. 유망 중소.벤처기업을 발굴하여 창업초기부터 성장까지 투자대상기업의 가치를 극대화하고 산업 성장을 이끄는 벤처캐피탈로 성장하고 있다.

## 사업 부문
- 문화콘텐츠, 농식품, 스포츠, 신기술분야 등의 유망 중소·벤처기업 발굴/투자

## 사업장 위치
- 본사 : 서울특별시 강남구 언주로85길 24 (역삼동)

## 같이 보기
- 이수그룹